# Atletica leggera agli XI Giochi panafricani - 1500 metri piani maschili
La specialità degli 1500 metri piani maschili agli XI Giochi panafricani si è svolta il 13 e 14 settembre 2015 allo Stade Municipal de Kintélé di Brazzaville, nella Repubblica del Congo.

## Podio
| Oro     | Mekonnen Gebremedhin Etiopia |
| Argento | Abdi Waiss Mouhyadin Gibuti  |
| Bronzo  | Salim Keddar Algeria         |

## Risultati

### Batterie
Qualificazione: i primi 4 di ogni batteria (Q) e i 4 migliori tempi degli esclusi (q) si qualificano in semifinale.
| Class | Gruppo | Atleta               | Nazione        | Tempo   | Note |
| ----- | ------ | -------------------- | -------------- | ------- | ---- |
| 1     | 2      | Ronald Kwemoi        | Kenya          | 3:46.52 | Q    |
| 2     | 2      | Salim Keddar         | Algeria        | 3:46.95 | Q    |
| 3     | 2      | Mulugeta Asefa       | Etiopia        | 3:46.96 | Q    |
| 4     | 2      | Alex Ngouare Moissi  | Rep. del Congo | 3:47.03 | Q,   |
| 5     | 1      | Mekonnen Gebremedhin | Etiopia        | 3:48.32 | Q    |
| 6     | 1      | Aman Kadi            | Etiopia        | 3:48.58 | Q    |
| 7     | 1      | Youssouf Hiss Bachir | Gibuti         | 3:49.04 | Q    |
| 8     | 2      | Dumisane Hlaselo     | Sudafrica      | 3:49.28 | q    |
| 9     | 2      | Abdi Waiss Mouhyadin | Gibuti         | 3:49.85 | q    |
| 10    | 2      | Abdessalem Ayouni    | Tunisia        | 3:51.01 | q    |
| 11    | 1      | Tesfu Tewelde        | Eritrea        | 3:51.58 | Q    |
| 12    | 1      | James Magut          | Kenya          | 3:53.01 | q    |
| 12    | 2      | Ali Udou Hassan      | Somalia        | 3:53.01 | q    |
| 14    | 1      | Yousif Abdalla Timbo | Sudan          | 3:55.13 |      |
| 15    | 1      | Ahmed Hussein Hassan | Somalia        | 3:58.94 |      |
| 16    | 2      | Santino Kenyi Oreng  | Sudan del Sud  | 4:04.14 |      |
| dns   | 1      | Kevin Bobando        | Rep. del Congo | dns     |      |
| dns   | 1      | Hillary Kemboi       | Kenya          | dns     |      |
| dns   | 1      | David Conj Taban     | Sudan del Sud  | dns     |      |
| dns   | 2      | Abdel Moula Hossney  | Sudan          | dns     |      |

### Finale
| Class   | Nome                 | Nazione        | Tempo   | Note |
| ------- | -------------------- | -------------- | ------- | ---- |
| Oro     | Mekonnen Gebremedhin | Etiopia        | 3:45.73 |      |
| Argento | Abdi Waiss Mouhyadin | Gibuti         | 3:45.98 |      |
| Bronzo  | Salim Keddar         | Algeria        | 3:46.31 |      |
| 4       | Ronald Kwemoi        | Kenya          | 3:47.02 |      |
| 5       | Youssouf Hiss Bachir | Gibuti         | 3:47.23 |      |
| 6       | Abdessalem Ayouni    | Tunisia        | 3:47.64 |      |
| 7       | Aman Kadi            | Etiopia        | 3:48.01 |      |
| 8       | Tesfu Tewelde        | Eritrea        | 3:48.75 |      |
| 9       | Mulugeta Asefa       | Etiopia        | 3:49.35 |      |
| 10      | Dumisane Hlaselo     | Sudafrica      | 3:51.64 |      |
| 11      | Alex Ngouare Moissi  | Rep. del Congo | 3:53.55 |      |
| 12      | Ali Udou Hassan      | Somalia        | 3:56.78 |      |
| dns     | James Magut          | Kenya          | dns     |      |